# کروماتوگرافی اندازه‌ای

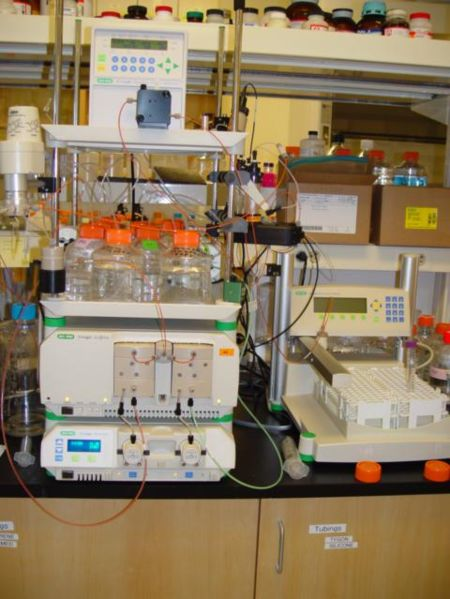
نمونه یک دستگاه کروماتوگرافی اندازه‌ای.

کروماتوگرافی اندازه‌ای (size exclusion chromatography) نوعی کروماتوگرافی (سَوانگاری) مایعی است که در آن جداسازی صرفاً براساس اندازهٔ مواد و در برخی مواقع طبق وزن مولکولی صورت می‌گیرد . این نوع کروماتوگرافی معمولا برای درشت مولکول ها مثل پروتئین ها و پلیمرها به کار می رود.
نوعی کروماتوگرافی اندازه‌ای که از آن برای جداسازی مواد غیرآبی براساس وزن مولکولی آنها استفاده می‌شود کروماتوگرافی ژل‌تراوشی gel-permeation chromatography نام دارد. نوعی کروماتوگرافی اندازه‌ای که در آن از فاز متحرک آبی برای جداسازی مواد براساس وزن مولکولی آنها استفاده می‌شود کروماتوگرافی ژل‌صافشی gel-filtration chromatography نامیده می‌شود.